# Heinie Conklin
Heinie Conklin (ur. 16 lipca 1886, zm. 30 lipca 1959) – amerykański aktor filmowy.

## Filmografia
- 1915: A Rascal's Foolish Way
- 1917: Love in Suspense
- 1925: Gorączka złota jako Poszukiwacz złota
- 1928: The Air Circus jako Jerry McSwiggin
- 1932: Trailling the Killer jako Windy
- 1936: Dzisiejsze czasy jako Pracownik linii montażowej obok Dużego Billa
- 1944: Zagubieni w haremie jako Gość w kawiarni
- 1952: Małpia kuracja jako Malarz domu
- 1959: Gunmen from Laredo jako Pijak

## Wyróżnienia
Posiada swoją gwiazdę na Hollywoodzkiej Alei Gwiazd.